# Hahn (Germania)
Hahn è un comune di 171 abitanti della Renania-Palatinato, in Germania.

Appartiene al circondario (Landkreis) Rhein-Hunsrück-Kreis (targa SIM) ed è parte della comunità amministrativa (Verbandsgemeinde) di Kirchberg (Hunsrück).
Hahn è nota per l'aeroporto di Francoforte-Hahn, che tuttavia si trova nel territorio del comune di Lautzenhausen.